# Hammerite
Hammerite (Хаммерайт) — краска для металла.
В 1962 году британский химик и инженер Аллен Форстер в ходе эксперимента получил несколько новых цветов молотковой краски для металла. Оказалось, что краска позволяет бороться со ржавчиной и обладает водоотталкивающими свойствами. Покраска металла всегда сопряжена с долгим удалением ржавчины. Изобретение Форстера позволило красить непосредственно по ржавой поверхности, без грунтовки и ингибитора ржавчины. За четыре десятка лет краски по металлу Hammerite обрели мировую известность.
1962 г. Аллен Форстер изобрёл новую формулу краски для металла с молотковым эффектом «3 в 1».
1963 г. Аллен Форстер создал компанию Finnigans которая производила и продавала Hammerite. Заказы на продукт принимались по почте.
1972 г. Аллен Форстер создал Waxoyl.
1983 г. Huntings Plc купила Finnigans у Аллена Форстера.
1984 г. Бренд Hammerite был запущен на рынке Великобритании.
1985 г. Прошла первая рекламная кампания Hammerite по ТВ.
1985—1987 гг. Компания Huntings Plc приобрела бренды Hammerite, Solvol, Kurust и Joy.
1993 г. Компания Williams Holdings Plc приобрела Huntings Plc
1996 г. Дистрибьютор Zoom Energy начинает продажу краски Hammerite в России.
1998 г. Концерн ICI Paints купила бренды Hammerite,Cuprinol & Polycell у компании Williams
2001 г. Бренд Hammerite был запущен в Латинской Америке (Аргентине, Бразилии и Уругвае)
2004 г. Бренд Hammerite запущен в Турции и Болгарии
2007 г. Концерн AkzoNobel приобрёл ICI Paints, таким образом бренд Hammerite перешел в портфель AkzoNobel.